# Casa de la Cultura (Durazno)
La Casa de la Cultura y Museo del Arte de Durazno, Uruguay, se encuentra situada en la calle Dr. Emilio Penza N°719.

## Historia
Se encuentra ubicada en una casona que fue construida en el año 1870 como residencia del Dr. Emilio Penza Spinelli, inmigrante italiano.
Esta casa ofició años más tarde como sede del Liceo público y posteriormente del Instituto Magisterial (actualmente Instituto de Formación Docente Maestra "María Emilia Castellanos de Puchet"). El pasar del tiempo deterioró la centenaria casona y en el año 2000 fue reconstruida por la Intendencia Municipal de Durazno, convirtiéndose entonces en la Casa de la Cultura y Museo del Arte de Durazno, manteniéndose así hasta nuestros días.
- Datos: Q16544162